# Il fabbro Vakula
Il fabbro Vakula, Op. 14, è un'opera in 3 atti e 8 scene, di Pëtr Il'ič Čajkovskij. Il libretto fu scritto da Jakov Petrovič Polonskij, originariamente per il compositore Aleksandr Nikolaevič Serov, che però morì nel 1871 lasciando solo qualche frammento di un'opera su quel soggetto, sulla base del racconto di Nikolaj Vasil'evič Gogol' La notte prima di Natale.

## Storia della composizione
L'opera fu composta tra giugno e agosto del 1874, e fu dedicata alla memoria della Granduchessa Elena Pavlovna, che era morta nel 1873. La prima rappresentazione ebbe luogo il 6 dicembre 1876 al teatro Mariinskij, sotto la direzione di Ėduard Nápravník con Osip Petrov. La vita dell'opera sulle scene fu breve: essa fu data per 18 volte al Mariinskij, ma il compositore non permise che fosse rappresentata in altri teatri. Insoddisfatto dell'opera, Čajkovskij la revisionò nel 1885, ribattezzandola Gli stivaletti.
L'organico dell'orchestra era il seguente:
- Archi: violini I, violini II, viole, violoncelli e contrabbassi
- Legni: ottavino, 2 flauti, 2 oboi, 2 clarinetti (in si bemolle e la), 2 fagotti
- Ottoni: 4 corni (in fa), 2 trombe (in fa e in mi), 3 tromboni, tuba
- Percussioni: timpani, triangolo, tamburello, piatti, grancassa
- Altro: arpa
- Fuori scena: una banda di fiati

## Trama
La trama è la stessa, anche se con una suddivisione in scene differente, di quella dell'opera Gli stivaletti.

## Struttura dell'opera
- Ouverture

### Atto I
Scena prima
- 1 Scena, duetto e tempesta di neve

Scena seconda
- 2 Aria di Oksana
- 3 Scena e arioso di Vakula

### Atto II
Scena prima
- 4 Intermezzo e scena
- 5 Scena
- 6 Scena
- 7 Scena: Solocha con Čub
- 8 Arioso di Vakula

Scena seconda
- 9 Scena
- 10 Scena e canzone degli stivaletti
- 11 Finale

### Atto III
Scena prima
- Intermezzo
- 12 Scena

Scena seconda
- 13 Scena

Scena terza
- 14 Polonaise
- 15 Minuetto
- 16 Danza russa
- 17 Danza cosacca
- 18 Scena

Scena quarta
- 19 Scena
- 20 Finale

## Opere derivate
- Alcuni brani furono arrangiati per voci e pianoforte e per pianoforte a quattro mani dal compositore nel 1874.
- Nel 1885 Čajkovskij ultimò la revisione dell'opera e la intitolò Gli stivaletti.

## Opere sullo stesso soggetto
- Tra il 1894 ed il 1895 Nikolaj Rimskij-Korsakov compose l'opera La notte prima di Natale, basata sul medesimo racconto di Gogol'.